# 1327年
| 千纪： | 2千纪 |
| 世纪： | 13世纪 \| 14世纪 \| 15世纪                                                                                 |
| 年代： | 1290年代 \| 1300年代 \| 1310年代 \| 1320年代 \| 1330年代 \| 1340年代 \| 1350年代                           |
| 年份： | 1322年 \| 1323年 \| 1324年 \| 1325年 \| 1326年 \| 1327年 \| 1328年 \| 1329年 \| 1330年 \| 1331年 \| 1332年 |
| 纪年： | 丁卯年（兔年）；元泰定四年；越南開泰四年；日本嘉曆二年                                                     |

## 大事记
- 英格兰
  - 1月25日——国王爱德华三世加冕，但實權掌握在他的母親法蘭西的伊莎貝拉和情夫羅傑·莫蒂默手裡。
- 法蘭西
  - 12月27日——克萊蒙伯爵路易一世被國王查理四世封為波旁公爵，波旁家族正式形成。

## 逝世
- 9月21日——愛德華二世，英格蘭國王。（1284年出生，43岁）